# Allium inaequale
Allium inaequale är en amaryllisväxtart som beskrevs av Victor von Janka. Allium inaequale ingår i släktet lökar, och familjen amaryllisväxter. Inga underarter finns listade i Catalogue of Life.